# اگون بوندی

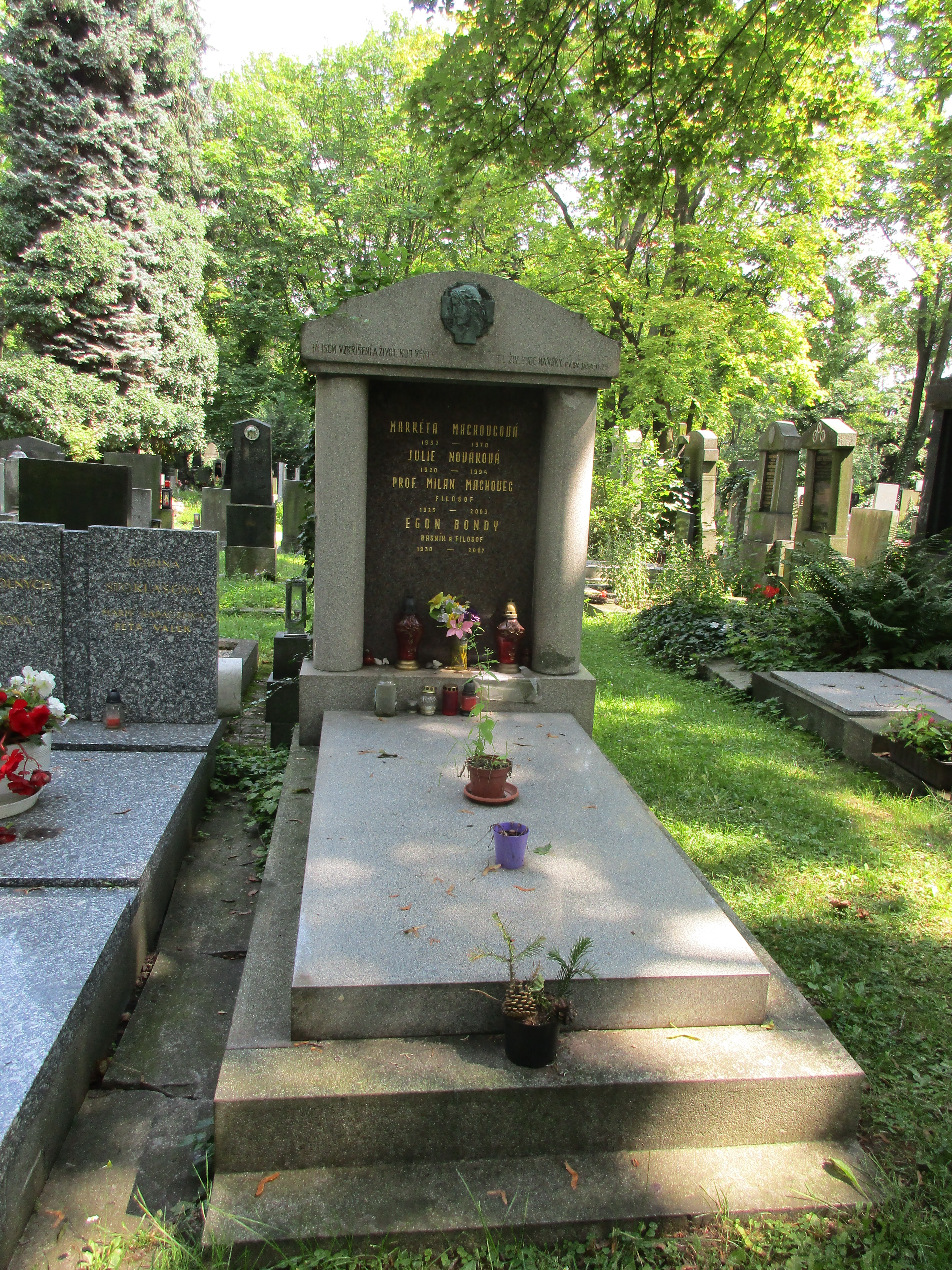
آرامگاه اگون بوندی

اگون بوندی (انگلیسی: Egon Bondy; ۲۰ ژانویهٔ ۱۹۳۰ – ۹ آوریل ۲۰۰۷) نویسنده، شاعر و فیلسوف اهل کشور جمهوری چک بود. در اواخر دهه ۱۹۴۰، باندی در یک گروه سورئالیستی فعال بود. از سال ۱۹۵۷ تا ۱۹۶۱ در دانشگاه چارلز پراگ در رشته فلسفه و روانشناسی تحصیل کرد. از دهه ۱۹۶۰ او یکی از چهره‌های اصلی زیرزمینی پراگ بود و متن‌هایی را برای «The Plastic People of the Universe» نوشت. ناسازگاری او، او را با رژیم کمونیستی توتالیتر چکسلواکی در تضاد قرار داد. آثار او فقط به عنوان سامیزدات منتشر می‌شد. او دوست صمیمی بهومیل هرابال، یکی دیگر از نویسندگان پراگی، و یکی از تأثیرگذارترین روشنفکران چک قرن بیستم است. باندی در دهه ۱۹۹۰ از پراگ به براتیسلاوا، اسلواکی نقل مکان کرد. او در سال ۲۰۰۷ از دنیا رفت.